# Томас Шеберг
Томас Шеберг (швед. Thomas Sjöberg, нар. 6 липня 1952, Гельсінборг, Швеція) — шведський футболіст, що грав на позиції нападника. По завершенні ігрової кар'єри — футбольний тренер.
Як гравець насамперед відомий виступами за «Мальме», а також національну збірну Швеції.
Триразовий чемпіон Швеції.

## Клубна кар'єра
Народився 6 липня 1952 року в місті Гельсінборг. Вихованець футбольної школи «Ескільсмінне».
У дорослому футболі дебютував 1974 року виступами за команду клубу «Мальме», в якій провів два сезони, взявши участь у 75 матчах чемпіонату.
Згодом з 1976 по 1979 рік грав у складі команд клубів «Карлсруе СК», «Мальме», «Аль-Іттіхад» та «Чикаго Стінг».
Своєю грою за останню команду знову привернув увагу представників тренерського штабу клубу «Мальме», до складу якого повернувся 1979 року. Цього разу відіграв за команду з Мальме наступні три сезони своєї ігрової кар'єри. Більшість часу, проведеного у складі «Мальме», був основним гравцем атакувальної ланки команди. У складі «Мальме» був одним з головних бомбардирів команди, маючи середню результативність на рівні 0,38 голу за гру першості.
Протягом 1983—1985 років захищав кольори команди клубу «Гельсінгборг».
Завершив професійну ігрову кар'єру у клубі «Лундс», за команду якого виступав протягом 1989—1989 років.

## Виступи за збірну
1974 року дебютував в офіційних матчах у складі національної збірної Швеції. Протягом кар'єри у національній команді, яка тривала 8 років, провів у формі головної команди країни 45 матчів, забивши 14 голів.
У складі збірної був учасником чемпіонату світу 1978 року в Аргентині.

## Кар'єра тренера
Розпочав тренерську кар'єру, повернувшись до футболу після невеликої перерви, 1997 року, очоливши тренерський штаб клубу «Янг Бойз», в якому пропрацював один рік. Наразі досвід тренерської роботи обмежується цим клубом.

## Титули і досягнення
- Чемпіон Швеції (3):

«Мальме»: 1974, 1975, 1977
- Володар Кубка Швеції (4):

«Мальме»: 1973-74, 1974-75, 1977-78, 1979-80